# Propriá (ort)
Propriá är en ort i Brasilien.   Den ligger i kommunen Propriá och delstaten Sergipe, i den östra delen av landet, 1 400 km nordost om huvudstaden Brasília. Propriá ligger 16 meter över havet och antalet invånare är 23 786.
Terrängen runt Propriá är platt. Propriá är det största samhället i trakten.
Omgivningarna runt Propriá är en mosaik av jordbruksmark och naturlig växtlighet. Runt Propriá är det ganska tätbefolkat, med 207 invånare per kvadratkilometer.